# Igboide Sprachen
Die igboiden Sprachen (oder kurz Igboid) bilden eine Untereinheit des West-Benue-Kongo, eines Zweiges der Benue-Kongo-Sprachen, die ihrerseits zum Niger-Kongo gehören.
Alle igboiden Sprachen mit Ausnahme des Ekpeye sind mit dem Igbo eng verwandt und bilden mehrere Dialektcluster; sie werden von fast 20 Millionen Menschen in Südost-Nigeria gesprochen.

## Position des Igboid innerhalb des Niger-Kongo
- Niger-Kongo
  - Volta-Kongo
    - Süd-Volta-Kongo
      - Benue-Kongo
        - West-Benue-Kongo
          - Igboid

## Interne Klassifikation
- Igboid
  - Igbo
    - Igbo (Ibo) (18 Mio.)
    - Ogbah (170 Tsd.)
    - Ikwere (200 Tsd.)
    - Izi-Ezaa-Ikwo-Mgbo (600 Tsd.)
    - Ukwuani-aboh-ndoni (150 Tsd.)
    - Ikah

  - Ekpeye
    - Ekpeye (30 Tsd.)